# Lustro (singolo)
Lustro è il quarto singolo della cantante pop polacca Gosia Andrzejewicz.

## Classifiche
| Classifica (2007)    | Posizione massima |
| -------------------- | ----------------- |
| Polish Singles Chart | 27                |